# Ротенбург (Люцерн)
Ротенбург (нім. Rothenburg LU) — громада  в Швейцарії в кантоні Люцерн, виборчий округ Гохдорф.

## Географія
Громада розташована на відстані близько 65 км на схід від Берна, 6 км на північний захід від Люцерна.
Ротенбург має площу 15,5 км², з яких на 17,8% дозволяється будівництво (житлове та будівництво доріг), 65,7% використовуються в сільськогосподарських цілях, 16,2% зайнято лісами, 0,3% не є продуктивними (річки, льодовики або гори).

## Демографія
2019 року в громаді мешкало 7678 осіб (+7,9% порівняно з 2010 роком), іноземців було 11,2%. Густота населення становила 496 осіб/км².
За віковим діапазоном населення розподілялося таким чином: 22,1% — особи молодші 20 років, 59,7% — особи у віці 20—64 років, 18,3% — особи у віці 65 років та старші. Було 3077 помешкань (у середньому 2,5 особи в помешканні).
Із загальної кількості 5502 працюючих 170 було зайнятих в первинному секторі, 1002 — в обробній промисловості, 4330 — в галузі послуг.